# Эльмендорф, Хью Мерл
Хью Мерл Эльмендорф (англ. Hugh Merle Elmendorf; 3 января 1895, Нью-Йорк — 13 января 1933, Огайо) — американский военный лётчик-испытатель, капитан ВВС США. Имя Эльмендорфа носит авиабаза на Аляске — Эльмендорф-Ричардсон.

## Биография
Хью Эльмендорф родился в Нью-Йорке, получил образование в Колумбийском университете. С началом Первой мировой войны вступил в Военно-воздушную службу США и начал карьеру военного пилота.|
После войны продолжил службу в Армейском авиационном корпусе, сосредоточившись на испытаниях новых моделей самолётов. Он внёс существенный вклад в развитие тактики воздушного боя и модернизацию американской авиации.

## Гибель
Эльмендорф погиб 13 января 1933 года в штате Огайо во время испытательного полёта на экспериментальном истребителе. По официальной версии, причиной катастрофы стал отказ оборудования.

## Наследие
В 1940 году в честь капитана Эльмендорфа была названа авиабаза Эльмендорф-Филд на Аляске (позже — часть объединённой базы Эльмендорф-Ричардсон). Это стало признанием его вклада в развитие военной авиации США.